# Sabadel-Lauzès
Sabadel-Lauzès ist eine französische Gemeinde  mit 91 Einwohnern (Stand: 1. Januar 2022) im Département Lot in der Region Okzitanien (vor 2016 Midi-Pyrénées). Sie gehört zum Kanton Causse et Vallées und zum Arrondissement Gourdon.
Nachbargemeinden sind Les Pechs du Vers im Nordwesten, Sénaillac-Lauzès im Norden, Lentillac-du-Causse im Osten, Cabrerets im Süden und Lauzès im Westen.
Die ehemalige Route nationale 653 tangiert Sabadel-Lauzès.

## Bevölkerungsentwicklung
| Jahr      | 1962 | 1968 | 1975 | 1982 | 1990 | 1999 | 2008 | 2018 |
| --------- | ---- | ---- | ---- | ---- | ---- | ---- | ---- | ---- |
| Einwohner | 144  | 115  | 135  | 138  | 116  | 114  | 95   | 78   |

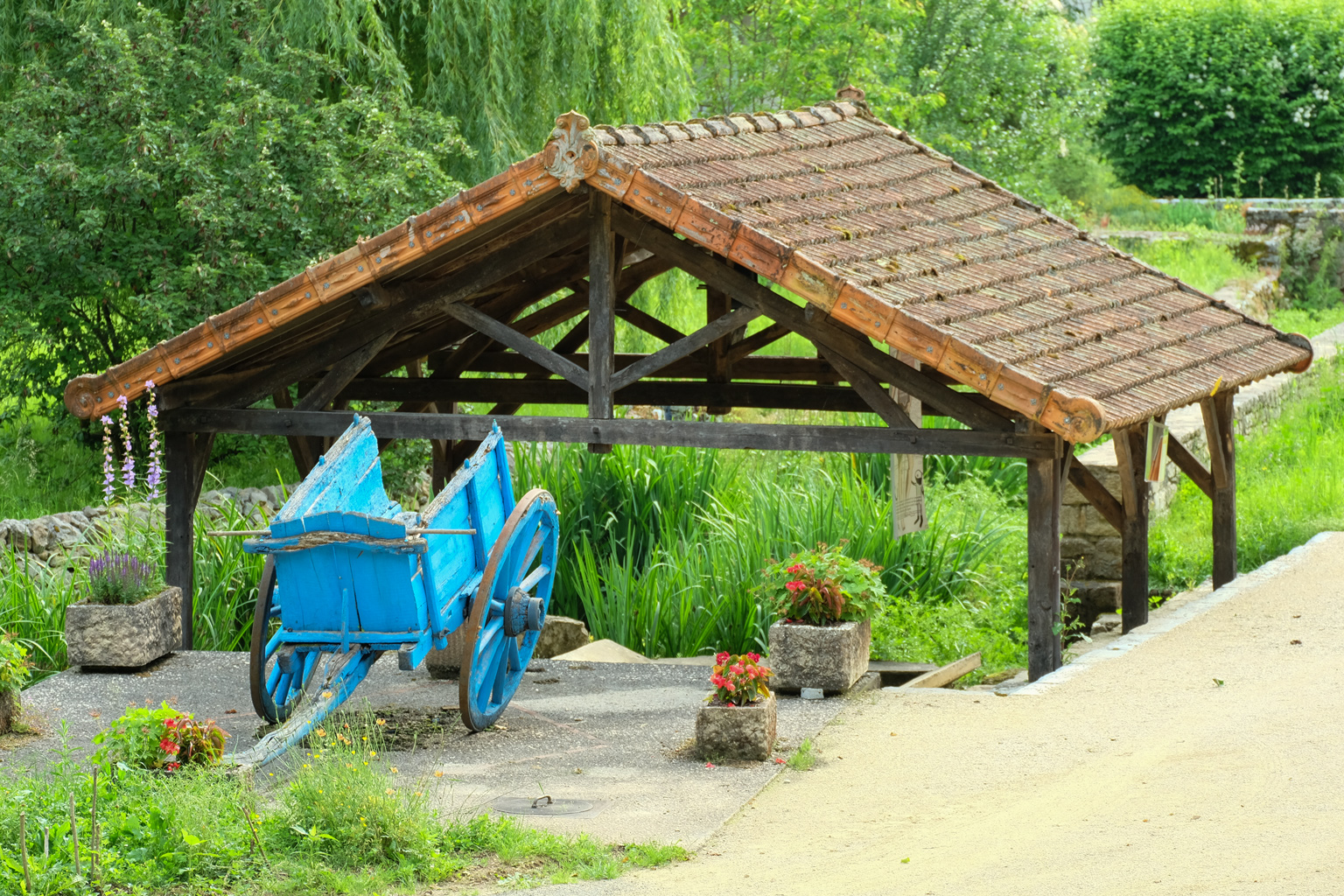
Ehemaliges Waschhaus (Lavoir)
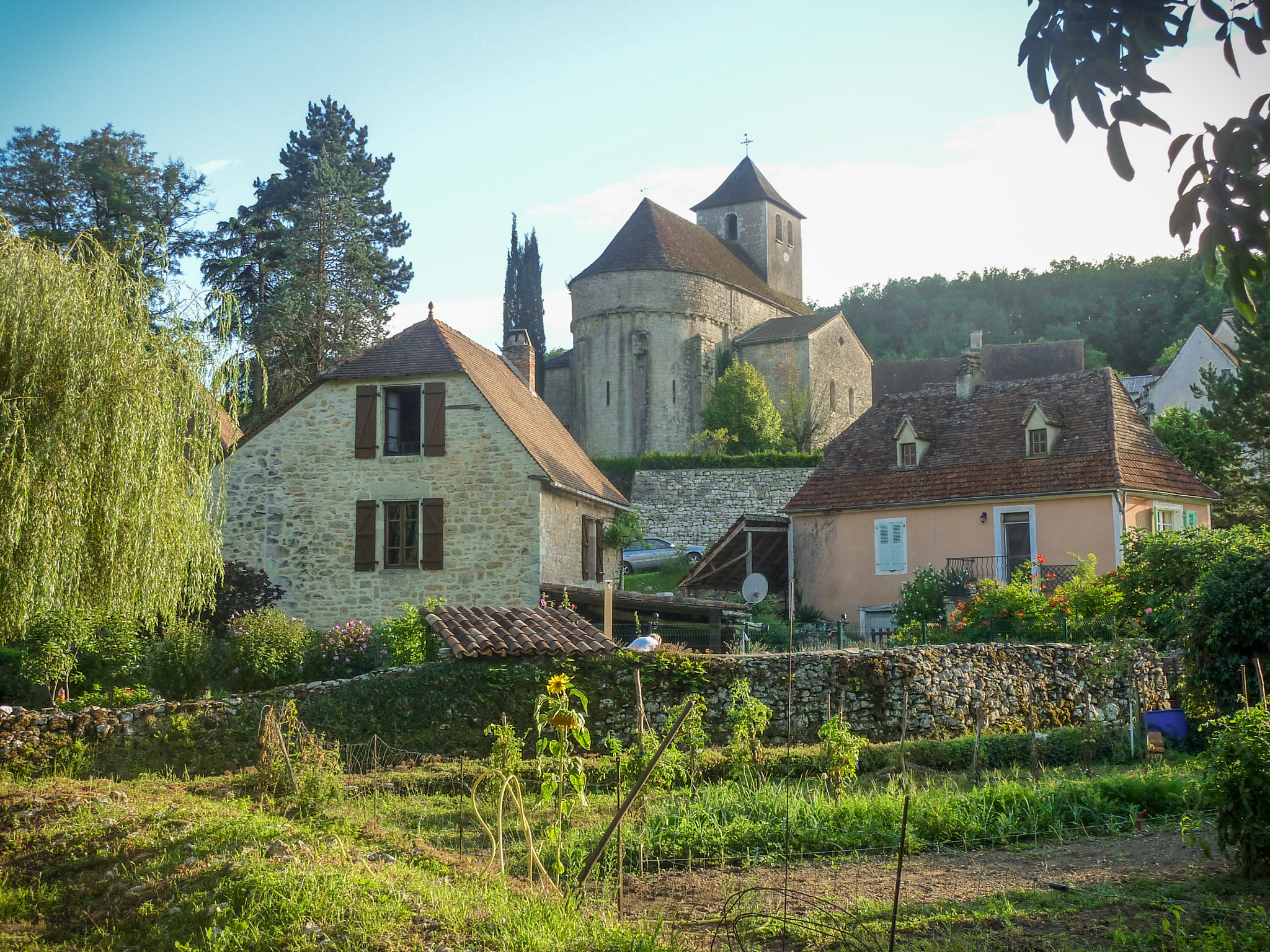
Kirche Saint-Jean-Baptiste, Monument historique